# Рушевине (филм)
Рушевине (словен. Ruševine) је словеначки драмски филм из 2004. режисера Јанеза Бургера.  Изабран је као словеначки филм за најбољи филм на страном језику на 78. додели Оскара, али није номинован. 

## Радња
Прослављени позоришни редитељ и аутор Херман (глуми га Дарко Рундек, хрватски певач, некадашњи вођа бенда Хаустор) припрема своју нову представу, која би требало да буде вишак његових досадашњих успеха. Позива све своје познанике и бивше колеге да учествују, укључујући супругу, глумицу Жану (Наташа Матјашец) и дугогодишње пријатеље, глумца Грегора (Матјаж Трибушон).
Спектакуларна представа, која би требало да отвори престижни позоришни фестивал, биће изведена на отвореном, а позоришни редитељ Лукман (Грегор Чушин) представиће је фестивалској публици, критичарима и страним гостима уз раскошан пријем.
Већ на пријему, а посебно касније на пробама, откривају се многе тајне и манипулације којима Херман жели да открије и исмеје односе глумаца у својој представи. То се посебно односи на везе између Марјане (Весна Јевникар) и Војка (Милан Штефе) и Грегора, који поред распаднутог брака са Емом (Наташа Бургер) има и везу са младом глумицом Сузаном (Вишња Фичор), а напуклине су приметне и у његовом односу са Жаном.
Открива се и да је драмски текст који је Херман представио као сензационално откриће исландске драме само још једна у низу његових манипулација. Радња кулминира када се креативни тим усели у хотел поред премијерне локације. Шта ће бити са протагонистима ове приче? Како ће се завршити многе везе и манипулације?

## Улоге
| Глумац          | Улога   |
| --------------- | ------- |
| Дарко Рундек    | Херман  |
| Наташа Матјашец | Жана    |
| Матјаж Трибусон | Грегор  |
| Милан Штефе     | Војко   |
| Весна Јевникар  | Марјана |